# Enydra sessilifolia
Enydra sessilifolia là một loài thực vật có hoa trong họ Cúc. Loài này được (Ruiz & Pav.) Cabrera mô tả khoa học đầu tiên năm 1960.